# La Muela
La Muela es un municipio y localidad española de la provincia de Zaragoza, en la comunidad autónoma de Aragón. El término municipal, ubicado en la comarca de Valdejalón, tiene una población de 6564 habitantes (INE 2024).

## Geografía
Integrado en la comarca de Valdejalón, se sitúa a 23 km de la capital provincial. El término municipal está atravesado por la Autovía del Nordeste entre los pK 292 y 304, además de por la carretera N-330 entre los pK 471 y 472.  
El relieve está caracterizado por la Meseta de La Muela, una altiplanicie aislada en el valle del Ebro. cuya máxima altitud es de 628 m (El Castellano). Rodeando a La Muela, por el norte, el este y el oeste, se extiende el valle del Ebro, con alturas que oscilan entre los 350 y los 500 m. Por el sur se sitúa el valle del río Huerva. El núcleo urbano se alza a 598 m sobre el nivel del mar.
| Noroeste: Urrea de Jalón y Bardallur | Norte: Zaragoza | Nordeste: Zaragoza                           |
| Oeste: Épila                         |                 | Este: Zaragoza                               |
| Suroeste: Zaragoza (exclave)         | Sur: Muel       | Sureste: María de Huerva, Botorrita y Mozota |

## Historia

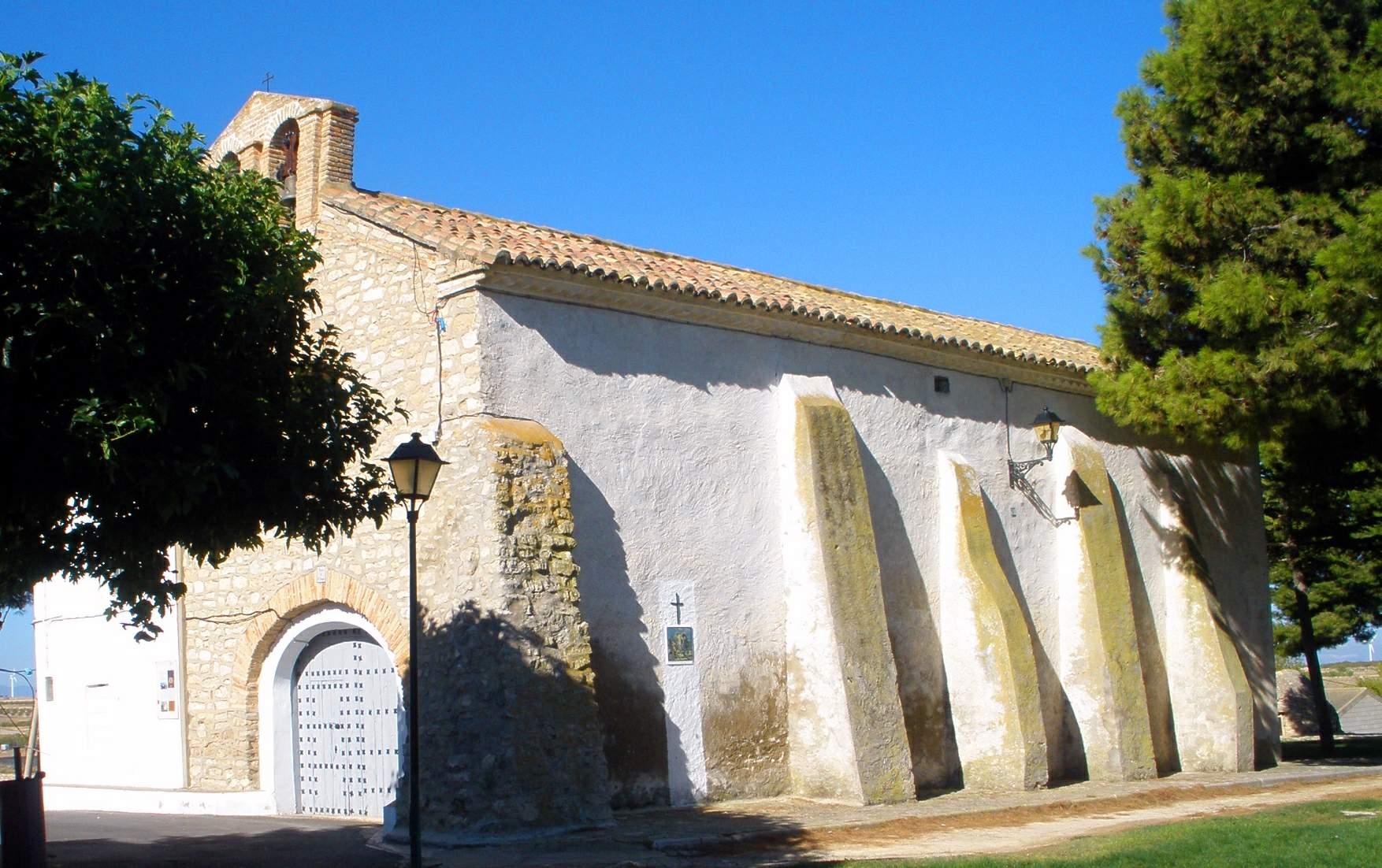
Ermita de San Antonio de Padua

El 5 de febrero de 1259 el rey de Aragón Jaime I el conquistador concedió la carta de población a La Muela.
Fue barrio de Zaragoza hasta que, ya en el siglo XIX, se estableció como municipio independiente.
A mediados del siglo XIX, el lugar tenía contabilizada una población de 411 habitantes. La localidad aparece descrita en el décimo volumen del Diccionario geográfico-estadístico-histórico de España y sus posesiones de Ultramar de Pascual Madoz de la siguiente manera:

LAMUELA: l. con ayunt. de la prov., aud. terr. y dióc. de Zaragoza (4 leg.), c. g. de Aragon, part. jud. de La Almunia (5): sit. en un llano que hay en la cima de la sierra de su nombre; le combaten los vientos del N., y su clima es saludable. Tiene 130 casas, inclusa la del ayunt. y cárcel; escuela de niños á la que concurren 6O, dotada con 1,676 rs.; otra de niñas con 30 de asistencia y 752 rs. de dotacion; igl. parr. (San Clemente) de segundo ascenso, servida por un cura de provision real ó del ordinario según el mes de la vacante, y un capellan; y una ermita dedicada á San Antonio, de mucha devocion, sit. cerca de la pobl. Confina el térm. por N. con el de Pinseque; E. Zaragoza y María; S. Mozota y Muel, y O. Epila y Urrea de Jalon. En su radio se encuentra una venta llamada de Mozota. El terreno es secano, pero fértil, y prod. trigo, cebada, centeno, avena, vino y miel: mantiene ganado lanar, y hay caza de conejos, liebres y perdices. Pasa por el pueblo la carretera de Madrid á Zaragoza, de cuya c. recibe el correo todos los dias. pobl.: 86 vec, 411 alm. cap. prod.: 1.416,321 rs. imp.: 84.800. contr.: 17,929.
(Madoz, 1847, p. 57)

### Gobierno de Pinilla
María Victoria Pinilla estuvo al frente del Ayuntamiento de La Muela desde 1987, entonces por el CDS. Cuatro años más tarde lo haría bajo las siglas del Partido Aragonés, hasta 2009 (año en que sería sustituida por su teniente de alcalde, pero legalmente seguiría siendo alcaldesa hasta 2011, aunque fuera expulsada de su partido). Dejó una deuda pública de más de 30 millones de euros en su mandato.

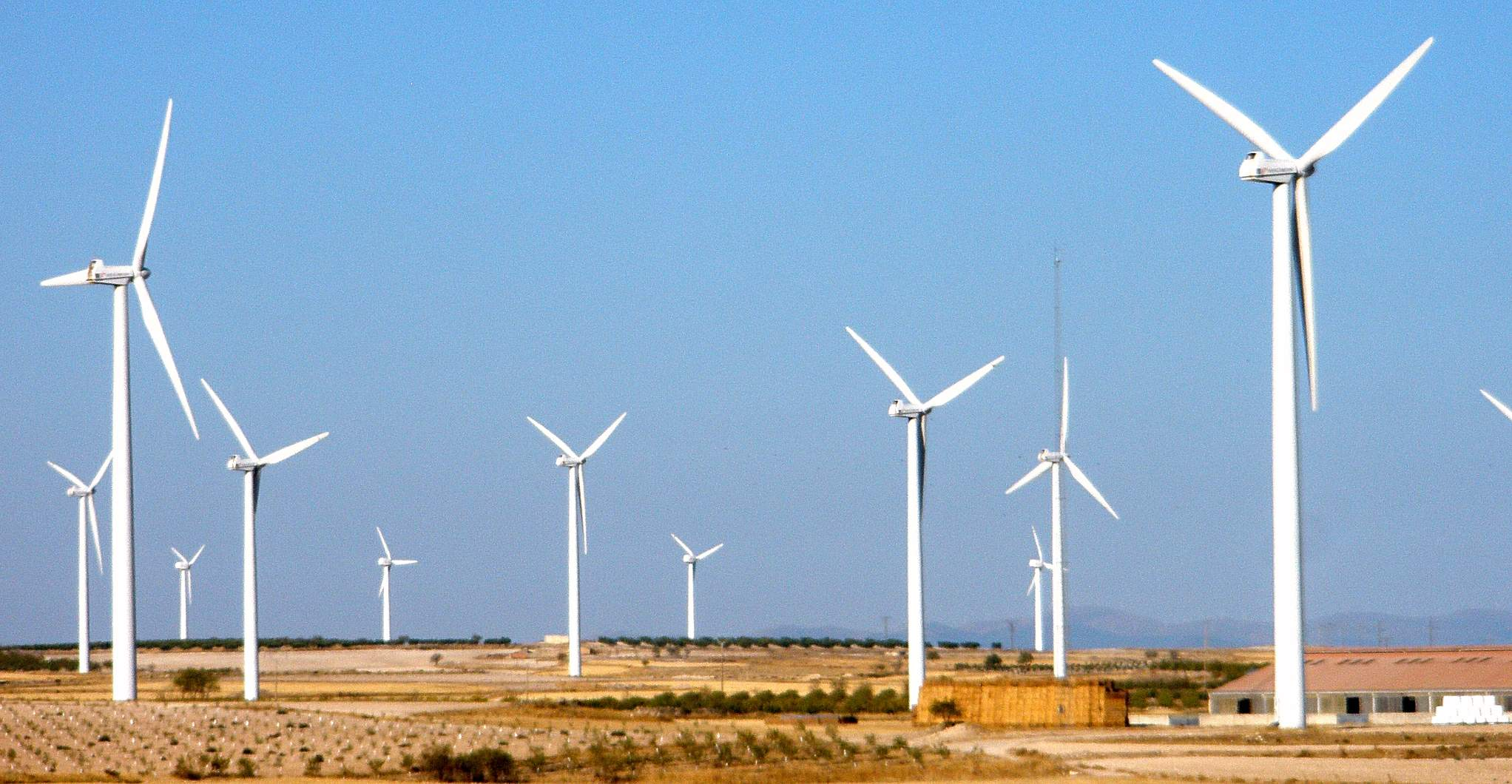
Uno de los varios parques eólicos del término municipal de La Muela

A partir de 1990 empezó su macro-desarrollo económico y social debido a dos factores: los numerosos parques de aerogeneradores ubicados en su término municipal y el desarrollo urbanístico mediante sociedades urbanísticas, tanto residencial como industrial facilitada por su cercanía a Zaragoza. Empezó entonces una época polémica, llegando a subvencionar el ayuntamiento viajes al Caribe o incluir numeroso personal local trabajando para el ayuntamiento sin oposiciones públicas. Durante esta época se construyeron una gran cantidad de infraestructuras, como una plaza de toros cubierta, tres museos, un aviario, un auditorio o un centro deportivo con piscina interior, exterior, gimnasio y otros servicios.

### Operación Molinos
Esta etapa se interrumpió el 18 de marzo de 2009, en el que su alcaldesa fue detenida, acusada de 9 delitos y corruptelas urbanísticas, junto a otras 19 personas más, entre ellas su marido, hijo, otro concejal y numerosos empresarios y técnicos vinculados al urbanismo del municipio. El 22 de marzo de 2009, el juez de la Almunia de Doña Godina, responsable de la investigación, ordena el ingreso en prisión provisional (a la espera de juicio), pero sin fianza, por los graves delitos que se le imputan, a la alcaldesa María Victoria Pinilla (PAR). Además de afectar a la localidad de La Muela, se investigan otros municipios del extrarradio de Zaragoza con situación similar como el ayuntamiento de La Puebla de Alfindén, Cuarte de Huerva, Utebo o María de Huerva. En 2015 el Juzgado de lo Penal la declara culpable de un delito de prevaricación administrativa.

### Época post-Pinilla
Los años posteriores se dedicaron a intentar saldar la ingente deuda que tenía la localidad, de unos 5000 € por habitante. Para ello se recortaron los presupuestos para fiestas y otras mejoras. Por otro lado, las intensas manifestaciones motivaron la construcción de un instituto en las instalaciones del centro deportivo durante el mandato de Marisol Aured, que gobernó la localidad desde 2011 a 2015. Las elecciones de este año supusieron un vuelco en el gobierno municipal con la elección de Adrián Tello, candidato de la Chunta Aragonesista, como alcalde a pesar de ser el tercer partido más votado. En las elecciones de 2019 revalidó el puesto y se convirtió en el candidato más votado, a un concejal de la mayoría absoluta. Durante su mandato se ha saldado la totalidad de la deuda del municipio. Debido a ello, se han podido poner en marcha numerosos proyectos en la localidad: asfaltado de numerosas calles, mejora de los parques existentes y creación de otros nuevos, dinamización de la cultura y deporte, conservación del patrimonio (restauración nevero, catalogación de las construcciones en piedra seca)... Además el ayuntamiento ha anunciado que durante el ejercicio 2020-2021, se reducirá el IBI, un 17%.

## Demografía
Cuenta con una población de 6564 habitantes (INE 2024).
| Gráfica de evolución demográfica de La Muela entre 1842 y 2021                                                                                               |
| |
| Población de derecho según los censos de población del INE Población de hecho según los censos de población del INEEn este censo se denominaba Lamuela: 1842 |

## Administración y política

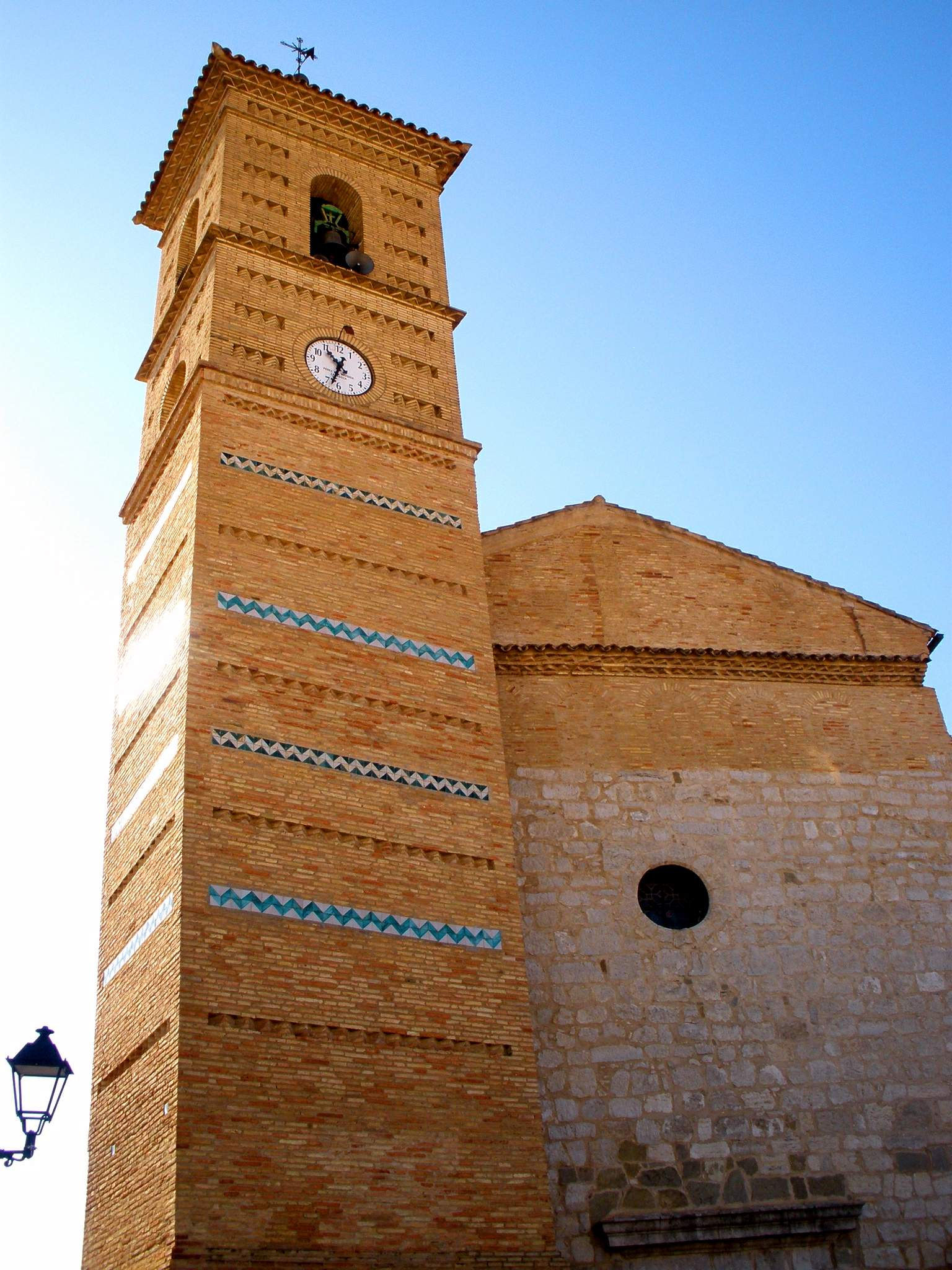
Iglesia parroquial de San Clemente

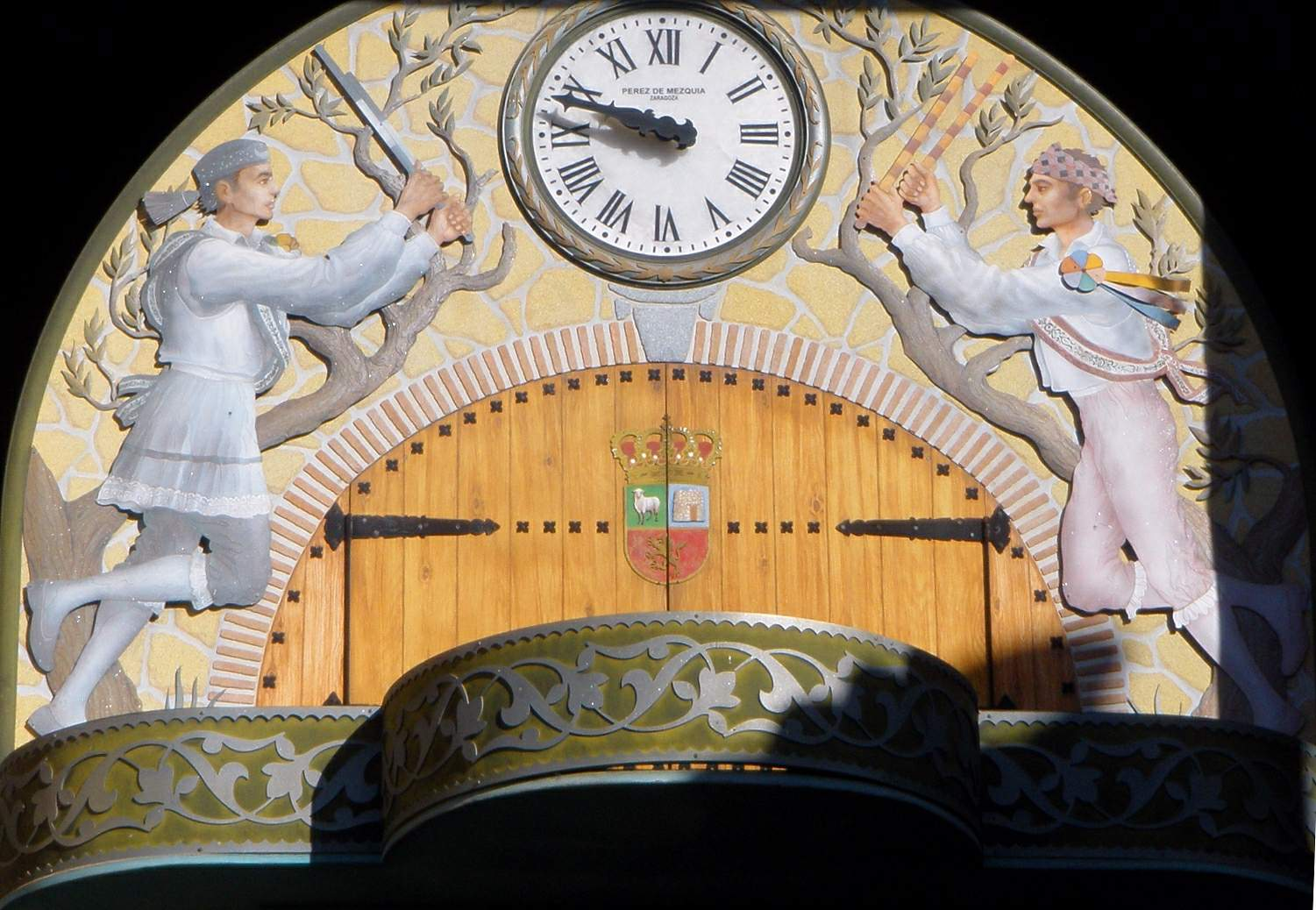
Reloj carillón del Ayuntamiento

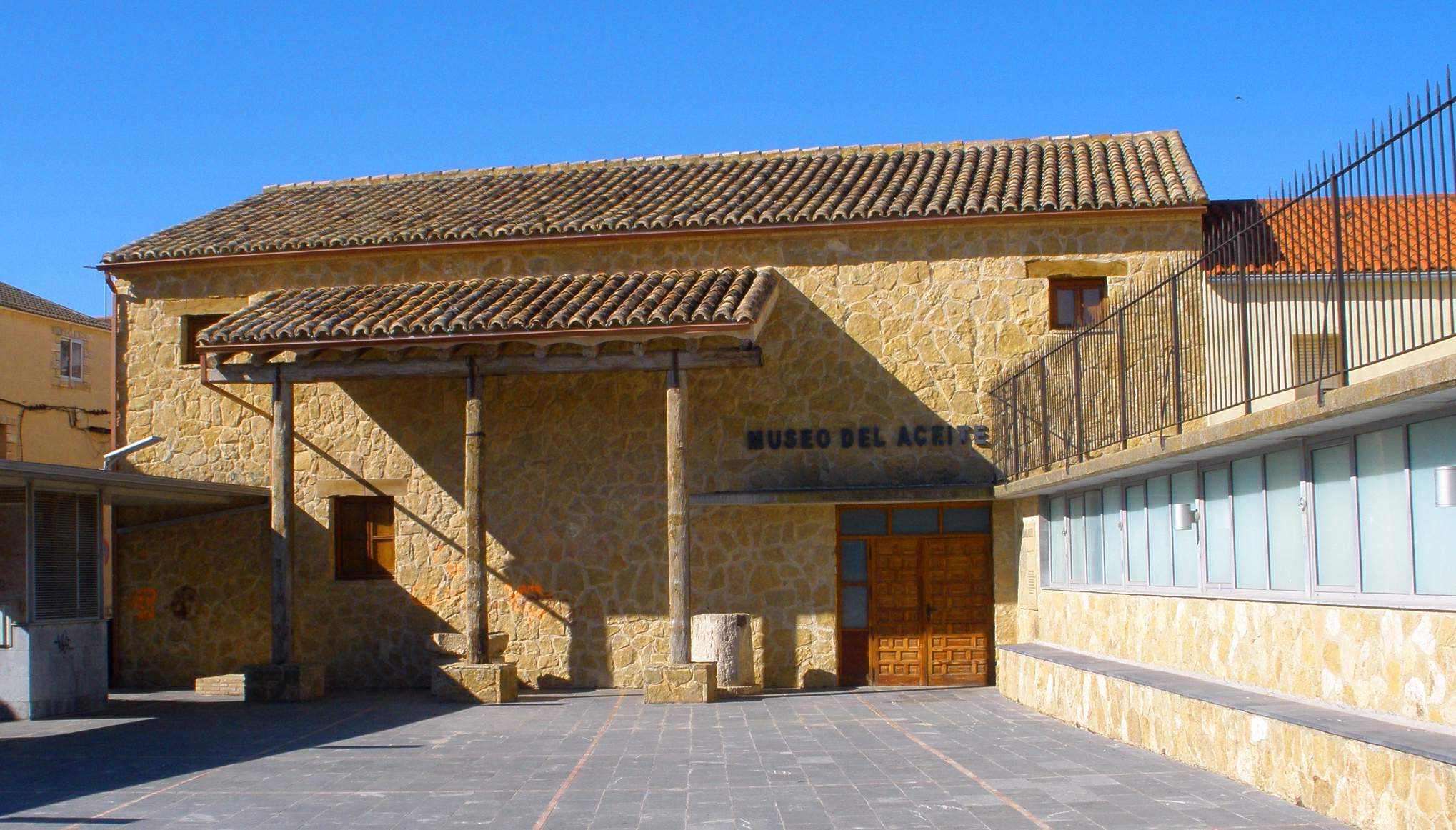
El Museo del Aceite de La Muela, inaugurado en 2003. Hoy permanece cerrado

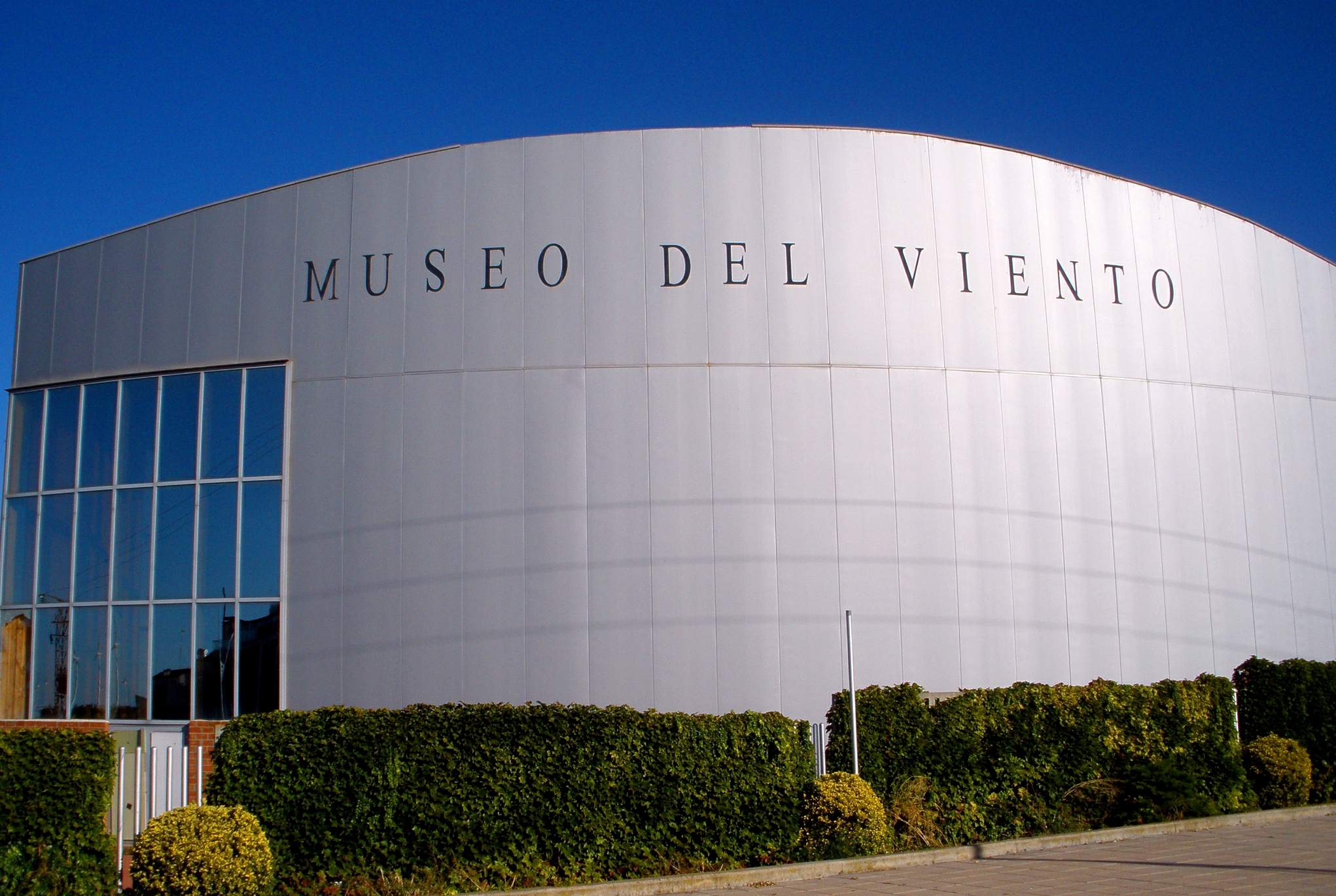
El Museo del Viento de La Muela. Inaugurado en 2004, en la actualidad se encuentra cerrado

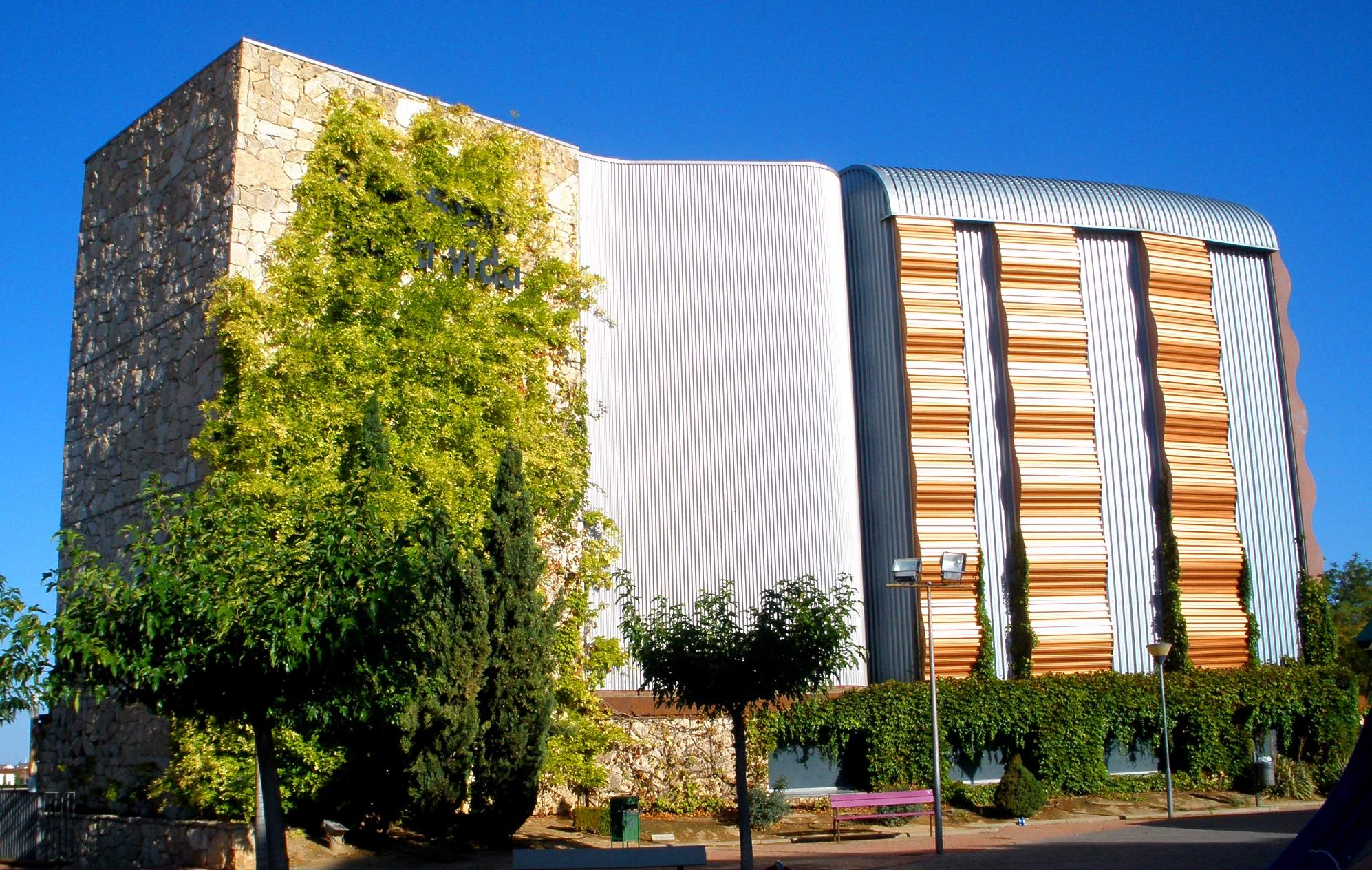
El Museo de la Vida de La Muela. Se mantuvo abierto entre 2007 y 2011

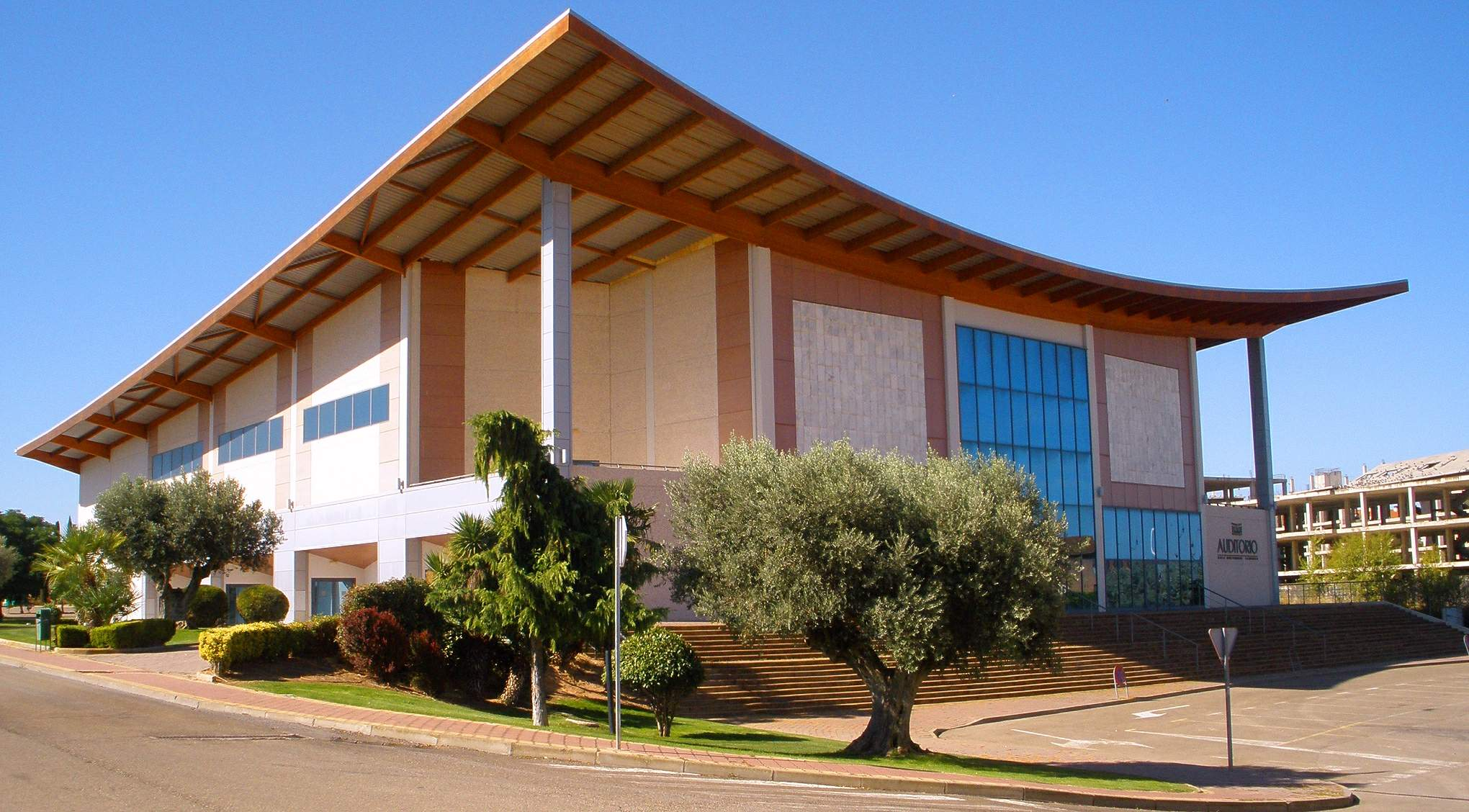
El Auditorio de La Muela entró en servicio en 2004

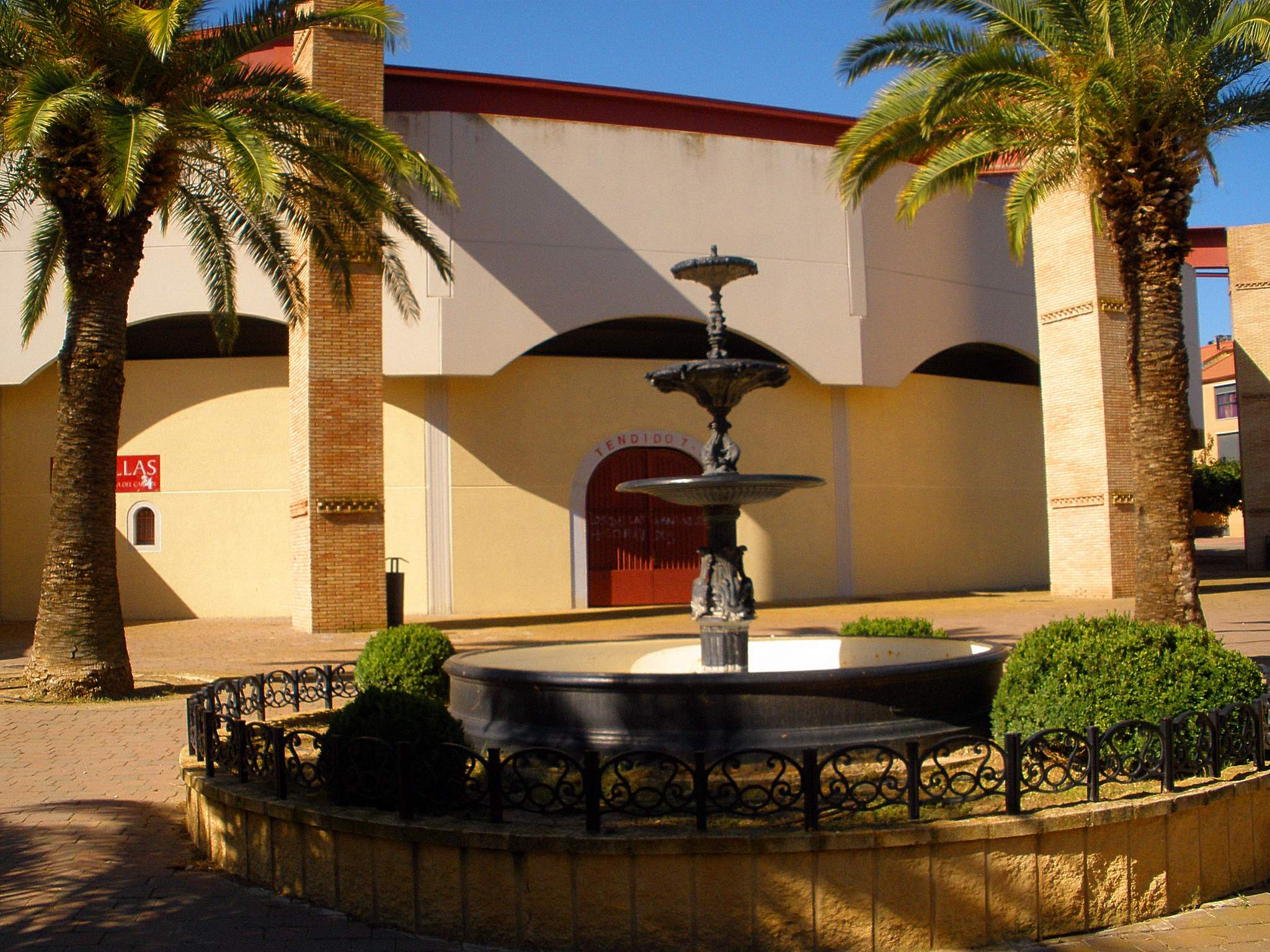
La plaza de toros de La Muela fue construida en 2002

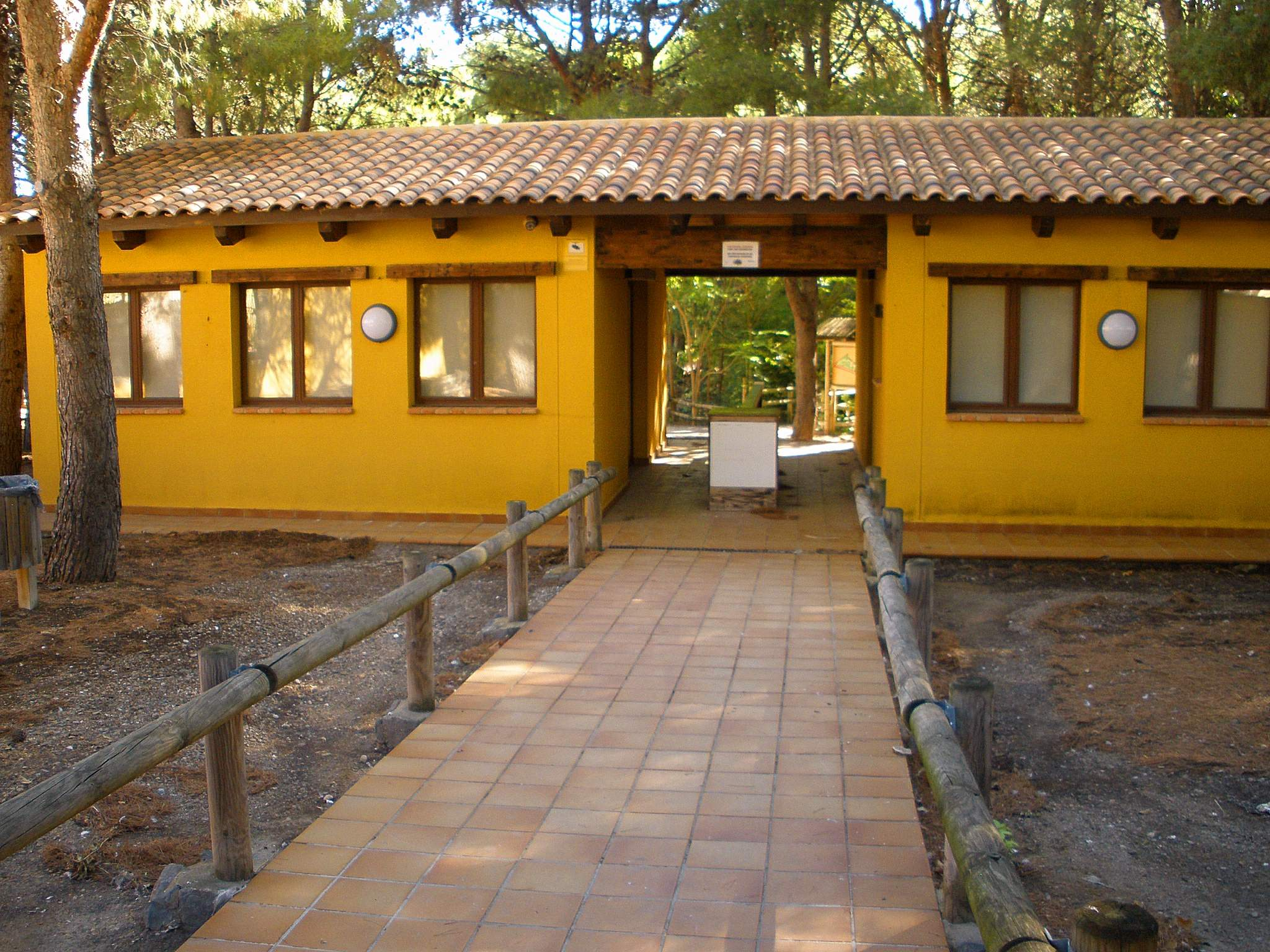
El Aviapark de La Muela (2007-2013). En la actualidad, acoge a la Cruz Roja y otras dependencias

| Periodo   | Nombre                        | Partido | Partido                           |
| --------- | ----------------------------- | ------- | --------------------------------- |
| 1979-1983 | Carmelo Aured Pinilla         |         | Unión de Centro Democrático (UCD) |
| 1983-1987 | Néstor Bielsa Garza           |         | Candidato independiente           |
| 1987-1991 | María Victoria Pinilla        |         | Centro Democrático y Social (CDS) |
| 1991-2009 | María Victoria Pinilla        |         | Partido Aragonés (PAR)            |
| 2009-2011 | Ana Cristina Mateo            |         | Partido Aragonés (PAR)            |
| 2011-2015 | María Soledad Aured de Torres |         | Partido Popular de Aragón (PP)    |
| 2015-2027 | Adrián Tello Gimeno           |         | Chunta Aragonesista (CHA)         |

| Partido político    | Partido político                                   | 2003   | 2007   | 2011   | 2015   | 2019   | 2023   |
| Partido político    | Partido político                                   | Ediles | Ediles | Ediles | Ediles | Ediles | Ediles |
|                     | Chunta Aragonesista (CHA)                          | —      | 0      | 2      | 2      | 6      | 6      |
|                     | Vox                                                | —      | —      | —      | —      | 2      | 3      |
|                     | Partido Popular de Aragón (PP)                     | 1      | 2      | 6      | 3      | 2      | 3      |
|                     | Izquierda Unida (IU)                               | —      | —      | 0      | —      | —      | 1      |
|                     | Partido de los Socialistas de Aragón (PSOE-Aragón) | 1      | 2      | 1      | 1      | 1      | 0      |
|                     | Federación de los Independientes de Aragón (FIA)   | —      | —      | 3      | —      | —      | 0      |
|                     | Partido Aragonés (PAR)                             | 7      | 7      | 0      | 3      | 0      | —      |
|                     | Unidas Podemos                                     | —      | —      | —      | 1      | 1      | —      |
|                     | Ciudadanos (CS)                                    | —      | —      | —      | 1      | 1      | —      |
|                     | Centro Democrático Liberal (CDL)                   | —      | —      | 1      | —      | —      | —      |
|                     | Unión Progreso y Democracia (UPyD)                 | —      | —      | 0      | —      | —      | —      |
|                     | Compromiso con Aragón (CA)                         | —      | —      | 0      | —      | —      | —      |
| Total de concejales | Total de concejales                                | 9      | 11     | 13     | 11     | 13     | 13     |

## Monumentos y lugares de interés
- Restos de un primitivo poblado hispanorromano, en el lugar conocido como La Atalaya
- Iglesia parroquial de San Clemente (siglo XVI), que alberga artísticos retablos de gran interés
- Casa consistorial con fachada renacentista y restaurada. Realizada a finales del siglo XV por la familia de Torres
- Pinar de Cuesta Vieja
- El Manantial
- Museo del Aceite
- Museo del Viento
- Museo de la vida
- Aviapark

## Cultura

### Fiestas
- Hoguera San Babil, 24 de enero
- Romería de la Virgen de la Sagrada, a Monzalbarba, primer domingo de mayo
- San Antonio, 13 de junio
- San Clemente, 23 de noviembre

### Deporte
El Club Deportivo La Muela fue el equipo deportivo más conocido de la localidad, refundado en 2004 por el hermano de la exalcaldesa Pinilla, y desaparecido siete años después por impagos.